# Цинцар-Марковићи
Цинцар-Марковићи воде порекло од војводе сокоске нахије Цинцар-Марка Костића, (1777—1822). Породична крсна слава је Митровдан. Исто порекло има и породица Цинцар-Јанковић, јер су војвода Цинцар-Јанко и војвода Цинцар-Марко браћа од стричева. Из породице Цинцар-Марковић су председник министарског савета (владе) Србије генерал Димитрије Цинцар-Марковић, командант жандармерије Србије пуковник Марко Цинцар-Марковић и министар иностраних послова Краљевине Југославије др Александар Цинцар-Марковић.

### Порекло
Пошто се Цинцар-Марков отац звао Константин – Коста, он се презивао Костић. Његова деца касније су усвојила презиме Цинцар-Марковић. Цинцар-Марков стриц био је охридски протојереј, а брат од стрица Цинцар-Јанко, војвода пожаревачки. И Марко и Јанко су по доласку у Србију живели у Ваљеву. Цинцар-Марко је родоначелник Цинцар–Марковића, а Цинцар-Јанко Цинцар-Јанковића. Често долази до мешања презимена Цинцар-Марковић и Цинцар-Јанковић у новинским чланцима, историјским списима, а понекад и у судским документима.

### Војвода Цинцар-Марко Костић (1777—1822)
Цинцар-Марко је имао троје деце, два сина Константина - Косту и Милана и кћерку Елену. Сину Кости дао је име по свом оцу, а Милану по рудничком војводи Милану Обреновићу. Марко је са породицом живео у Шапцу, где је био кнез шабачки, односно шабачке посавине.
Цинцар-Марко и његова породица били су одавно у добрим односима са Обреновићима, као и са породицом лозничког војводе Антонија – Анте Богићевића, чија кћерка Томанија је била удата за кнез Милошевог млађег брата господара Јеврема Обреновића, од 1816. кнеза целе шабачке нахије, а од 1818. управника и београдске, ваљевске и сокоске нахије.
После Цинцар-Маркове смрти, малолетног сина Косту усвојила је, односно узела у своју кућу и одшколовала госпођа Томанија Обреновић, чија кћерка је Анка Константиновић, унука Катарина Константиновић, којом је хтео да се ожени кнез Михаило, а унук краљ Милан.

### Константин Цинцар-Марковић
Коста Цинцар-Марковић завршио је војне школе и службовао је у војној и државној управи у западној Србији, као срески, а потом и дугогодишњи окружни начелник у Шапцу. Коста је био ожењен Недом Ранковић (30. јануар/ 11. фебруар 1820 — 8/20. април 1873), родом из Крагујевца, кћерком капетана Стојана Ранковића, познатог у време Првог српског устанка и под именом војвода Стојан Арачлија.
Син војводе Цинцар-Марка, пуковник Коста Цинцар-Марковић, шабачки окружни начелник и Неда Цинцар-Марковић, рођ. Ранковић имали су синове Марка и Димитрија и кћерке Анку и Петрију - Перку. Марко је добио име по деди Цинцар-Марку, Димитрије по Светом Димитрију, јер је крсна слава Цинцар-Марковића Митровдан, а Анка по Анки Константиновић.

#### Петрија Ђелић, рођ. Цинцар-Марковић
Петрија Перка Ћелић рођ. Цинцар-Марковић, кћерка Косте Цинцар-Марковића била је удата за Петра Ћелића, касационог судију и државног саветника, сина Милојка Ћелића (1790—1867), трговца, посланика, уставобранитеља, родом из села Брадарца код Пожаревца, сина попа Марка из манастира Рукумије. Имао је и сина Радована, трговца, чији је унук Милутин Д. Илојковић, трговац и председник града Пожаревца (1937)

### Пуковник Марко Цинцар-Марковић
Цинцар-Марков унук пуковник Марко Цинцар-Марковић био је командант целокупне жандармерије Србије. Међутим, у напетој атмосфери у време женидбе краља Александра Обреновића Драгом Машин, огорчен краљевом одлуком, написао је неколико шаљивих песама у којима је критиковао краљицу Драгу, што се открило, па је био смењен са положаја и притворен. Пуковник Марко Цинцар-Марковић имао је два сина Александра и Љубомира и две кћерке Јелицу и Зору.
- Др Александар Цинцар-Марковић, министар иностраних послова, посланик, дипломата.
- Љубомир Цинцар-Марковић, питомац Војне академије. Погинуо од последица пада са коња.
- Јелица Цинцар-Марковић.
- Зора Цинцар-Марковић.

Деца пуковника Марка Цинцар-Марковића нису имала потомство.

#### Др Александар Цинцар-Марковић
Цинцар-Марков праунук, син пуковника Марка Цинцар-Марковића је др Александар Цинцар-Марковић, последњег министра иностраних послова Краљевине Југославије. Александар Цинцар-Марковић био је ожењен Идалијом Зервос, Гркињом, нису имали деце.

### Генерал Димитрије Цинцар-Марковић (1849—1903)
Унук војводе Цинцар-Марка, син пуковника Косте Цинцар-Марковића, окружног начелника је генерал Димитрије Цинцар-Марковић. Генерал Димитрије Цинцар-Марковић (Шабац, 25. август/ 6. септембар 1849 — Београд, 29. мај/ 11. јун 1903) председник министарског савета (владе) Краљевине Србије од 7/20. новембра 1902. до 29. маја /11. јуна 1903, командант Активне војске, начелник Главног генералштаба, начелник команде Активне војске, сенатор у тадашњој дводомној скупштини, професор историје ратне вештине и стратегије на Војној академији. Генерал Цинцар-Марковић убијен је у мајском преврату 29. мај/ 11. јун 1903.
Генерал Димитрије Цинцар-Марковић био је ожењем Маријом Маргетић, кћерком Илије Маргетића као начелник одељења казначејства и главни казначеј био је заступник министра финансија (1868) Панте Јовановића, а касније и министар финансија Кнежевине Србије 1879-1880. године и Анђелије Новаковић кћерке протојереја-ставрофора Илије Новаковића (1813—1885) дворског свештеника, духовника кнеза Михаила, београдског окружног и војног свештеника, посланика на Светоандрејској скупштини, чија сестра је била позната добротворка Марија Миливојевић.
Цинцар-Марковићев таст Илија Маргетић (1820-1910), родом из Дубровника био је син последњег секретара дубровачког кнеза.
Генерал Димитрије Цинцар-Марковић и Марија Цинцар-Марковић, рођ. Маргетић имали су Марка, Милана, Владимира, Томанију, Ружицу и Анђелију.
- Марко Цинцар-Марковић. Нема потомства.
- Анђелија Цинцар-Марковић, умрла је жалећи за оцем убијеним у Мајском преврату. Нема потомства.

Пашеног генерала Цинцар-Марковића, ожењен кћерком Илије Маргетића Милевом Маргетић, био је Светозар Гвоздић (Пожаревац,1848 - Београд, 1907), министар привреде 1893, државни саветник, комесар Народне банке. Два Гвоздићева сина били су официри, коњички потпуковник Јован Гвоздић и артиљеријски пуковник Илија Гвоздић, а кћерка је била удата за генерала Николу Христића, двороуправитеља. Гвоздићи (Св. Архангел Михаило) пореклом из Пожаревца, Јован Гвоздић, велики трговац, се доселио из Рајца (код Неготина), а жена његова из Каменице (нишки срез).

#### Милан Цинцар-Марковић (1877—1929)
Милан Цинцар-Марковић (1877-1929), правник, секретар Министарства унутрашњих послова. Нема потомства.

#### Владимир Цинцар-Марковић (1889 – 1950)
Владимир Цинцар-Марковић (1889 – 1950), правник, дипломата. Владимир је у браку са Станицом Гвоздић, кћерком Светозара Гвоздића, министра привреде, комесара Народне банке и државног саветника, имао сина Димитрија Цинцар-Марковића. Нема потомака.

#### Максимовићи
Цинцар-Маркова најстарија праунука Томанија Цинцар-Марковић, која је добила име по госпођи Томанији Обреновић, била је удата за дивизијског генерала Војина Ђ. Максимовића (1876-1942).

#### Генерал Војин Максимовић (1876—1942)
Генерал Војин Максимовић и Томанија Максимовић, рођ. Цинцар-Марковић имали су два сина и једну кћерку.
- Вера Максимовић, кћерка див. генерала Војина Максимовића и Томаније Обреновић удала се 1937. за ваздухопловног капетана, пилота-ловца Милана Д. Ристића[10].

Од деце генерала Димитрија Цинцар-Марковића, данас има само потомства од његове најстарије кћерке Томаније Максимовић, рођ. Цинцар-Марковић.

#### Арт. капетан Јован Миљковић
Ружица Цинцар-Марковић била је удата за артиљеријског капетана Јована Миљковића, ордонанс - официра краља Александра Обреновића, који је погинуо на дужности у мајском преврату 29. маја/ 11. јуна 1903.

#### Генерал Драгољуб Петровић (1880—1957)
Ружица Миљковић, рођ. Цинцар-Марковић, после смрти првог мужа арт. капетана Јована Миљковића била је удата за дивизијског генерала Драгољуба Петровића (1880—1957), од 1935. до 1937. команданта Зетске дивизијске области војске Краљевине Југославије. Нема потомака.

### Цинцар-Јанковићи
Цинцар-Марковог брата од стрица Цинцар-Јанка синови су пуковник Ђорђе Цинцар-Јанковић, окружни начелник, потпуковник Љубомир Цинцар-Јанковић, командат Шапца, а унуци Тома Цинцар-Јанковић, (1865-1946), управник београдске царине, градски одборник, рентијер, филантроп, Велимир Тодоровић, који је и праунук кнеза Теодосија из Орашца, министар унутрашњих послова у последњој влади краља Александра Обреновића и сенатор у тадашњој дводомној Скупштини, а рањен у мајском преврату 1903. и Босиљка Јанић, београдска милионерка и велика добротворка.

### Породичне куће и имања
Породица генерала Димитрија Цинцар-Марковића становала је 1903. године у кући на углу Крунске и Ресавске улице у Београду.

### Сродство
Цинцар-Марковићи су у сродству са Цинцар-Јанковићима (породице потичу од два брата од стрица), породицом војводе Стојана Арачлије Ранковића, Маргетићима, Жујовићима, породицом Николе Христића, породицом Митрополита Инокентија, као и, посредно са свим породицама са којима су у сродству Цинцар-Јанковићи.